# Synchronizované plavání na Letních olympijských hrách 2008
Synchronizované plavání na Letních olympijských hrách 2008.

## Medailistky
| Soutěž   | Zlato | Stříbro | Bronz |
| -------- | --- | --- | --- |
| Dvojice  | Rusko (RUS) · Anastasija Davydovová · Anastasija Jermaková | Španělsko (ESP) · Andrea Fuentes · Gemma Mengual | Japonsko (JPN) · Saho Harada · Emiko Suzuki                                                                                       |
| Družstva | Rusko (RUS) · Anastasija Davydovová · Anastasija Jermaková · Maria Gromova · Natalja Iščenková · Elvira Khasyanova · Olga Kuzhela · Yelena Ovchinnikova · Anna Shorina · Světlana Romašinová | Španělsko (ESP) · Alba María Cabello · Raquel Corral · Andrea Fuentes · Gemma Mengual · Thaïs Henríquez · Laura López · Gisela Morón · Irina Rodríguez · Paola Tirados | Čína (CHN) · Gu Beibei · Huang Xuechen · Jiang Tingting · Jiang Wenwen · Liu Ou · Luo Xi · Sun Qiuting · Wang Na · Zhang Xiaohuan |

## Přehled medailí
| Pořadí | Země            | Zlato | Stříbro | Bronz | Celkově |
| ------ | --------------- | ----- | ------- | ----- | ------- |
| 1.     | Rusko (RUS)     | 2     | 0       | 0     | 2       |
| 2.     | Španělsko (ESP) | 0     | 2       | 0     | 2       |
| 3.     | Japonsko (JPN)  | 0     | 0       | 1     | 1       |
| 3.     | Čína (CHN)      | 0     | 0       | 1     | 1       |
| Celkem | Celkem          | 2     | 2       | 2     | 6       |